# Kelsey Asbille
Kelsey Asbille Chow (Columbia, 9 settembre 1991) è un'attrice statunitense.
Accreditata fino al 2017 come Kelsey Chow, da allora in poi si fa accreditare nei suoi lavori come Kelsey Asbille.

## Biografia
È nata a Columbia, Carolina del Sud, da padre cinese e madre statunitense. Ha un fratello e una sorella minore. Ha studiato alla Hammond School a Columbia. Da piccola ha vissuto a Los Angeles, California, ma ora vive a New York, stato di New York, dove frequenta la Columbia University di New York.
Salita alla ribalta in giovane età grazie alla sitcom adolescenziale Coppia di re (2010-2013), ha poi preso parte con ruoli ricorrenti ai teen drama One Tree Hill (2005-2009) e Teen Wolf (2015-2016). In età adulta ha consolidato la sua fama con il film I segreti di Wind River (2017) e la serie Yellowstone (2018-2024), oltreché con la partecipazione a Fargo (2020).
Ha inoltre partecipato ai video musicali Boyfriend di Justin Bieber (2012), Girls like Girls di Hayley Kiyoko (2015) e Sleepwalker di Bonnie McKee (2018).

## Vita privata
Nel 2017, quando è stata scelta per la parte di una nativa americana nella serie Yellowstone, ha affermato di discendere dagli indiani Cherokee, portando gli ultimi discendenti di tale tribù a rilasciare una dichiarazione in cui affermavano di non avere traccia di Asbille, né di aver trovato alcuna prova che fosse una discendente.
Dopo aver fatto coppia con l'attore Mitchel Musso nel 2011, dal 2012 ha una relazione con l'attore William Moseley.

## Filmografia

### Cinema
- The Amazing Spider-Man, regia di Marc Webb (2012)
- The Wine of Summer, regia di Maria Matteoli (2013)
- Piena di grazia (Full of Grace), regia di Andrew Hyatt (2015)
- I segreti di Wind River (Wind River), regia di Taylor Sheridan (2017)
- Don't Move, regia di Adam Schindler e Brian Netto (2024)

### Televisione
- One Tree Hill – serie TV, 18 episodi (2005-2009)
- Zack e Cody al Grand Hotel (The Suite Life of Zack & Cody) – serie TV, 1 episodio (2008)
- Fratello scout (Den Brother), regia di Mark L. Taylor – film TV (2010)
- Coppia di re (Pair of Kings) – serie TV, 67 episodi (2010-2013)
- Disney's Friends for Change Games – programma TV (2011)
- Punk'd – serie TV, 1 episodio (2012)
- Baby Daddy – serie TV, 1 episodio (2014)
- Teen Wolf – serie TV, 13 episodi (2015-2016)
- 30 caffè per innamorarsi (Brimming with Love) – film TV (2018)
- Yellowstone – serie TV, 51 episodi (2018-2024)
- Splitting Up Together  – serie TV, 2 episodi (2018)
- Fargo – serie TV, 7 episodi (2020)

## Videoclip
- Boyfriend - Justin Bieber (2012)
- Girls like Girls - Hayley Kiyoko (2015)
- Sleepwalker - Bonnie McKee (2018)

## Doppiatrici italiane
Nelle versioni in italiano delle opere in cui ha recitato, Kelsey Asbille è stata doppiata da:
- Martina Felli in 30 caffè per innamorarsi, Don't Move
- Valentina Perrella in Piena di grazia
- Erica Necci in Yellowstone
- Valentina Favazza ne I segreti di Wind River